# Pilea ledermannii
Pilea ledermannii är en nässelväxtart som beskrevs av H. Winkl.. Pilea ledermannii ingår i släktet pileor, och familjen nässelväxter. Inga underarter finns listade i Catalogue of Life.